# Larva (Spagna)
Larva è un comune spagnolo di 508 abitanti situato nella comunità autonoma dell'Andalusia.